# Duguetia subcordata
Duguetia subcordata là loài thực vật có hoa thuộc họ Na. Loài này được Maas & J.A.C.Dam mô tả khoa học đầu tiên năm 1996.